# Stanislaus Szczepanowski
Stanislaus Szczepanowski (Szczepanów, 26 juli 1030 – 11 april 1079, Krakau) was de zesde bisschop van Krakau. Stanislaus werd in 1079 door Boleslaw II van Polen vermoord, waarna hij tot de heilige Sint-Stanislaus de Martelaar is verklaard.

## Kerkelijke loopbaan
Stanislaus werd in een adellijke familie (clan Prus I) geboren en genoot een opleiding in Parijs, waarna hij priester werd. Stanislaus kwam in dienst als kanunnik van de Wawelkathedraal onder Lambert II Suła van Krakau. Hij accepteerde het bisschopsambt in 1072 en werd zo een van de eerste inheemse Poolse bisschoppen. Als bisschop werd hij de adviseur van hertog Boleslaw, die koning wilde worden. Stanislaus hielp hem hierbij door pauselijke delegaties in Polen onder Paus Gregorius VII te kiezen. Boleslaw werd in 1076 gekroond.
Stanislaus vroeg de nieuwe koning om steun voor een serie Benedictijnse kloosters in Polen. De goede band tussen de twee verslechterde door een geschil over land aan de Wisla en bereikte een dieptepunt door beschuldigen van de bisschop aan het adres van de koning voor buitenechtelijke relaties die de koning er op na zou houden. De koning werd door de bisschop geëxcommuniceerd, waarop de koning hem bestempelde als verrader. De koning gaf het bevel aan zijn soldaten om de bisschop te executeren, waarop die naar verluidt weigerde. Volgens de overleveringen zou de koning de bisschop persoonlijk hebben omgebracht in de Skałka-kerk. Andere bronnen zeggen een nabijgelegen kasteel. Het lichaam van de bisschop werd in stukken gehakt en in een poel gesmeten. De publieke reactie op deze moord dwong de koning om naar het Koninkrijk Hongarije te vluchten en vond zijn toevlucht in een Benedictijnse klooster.

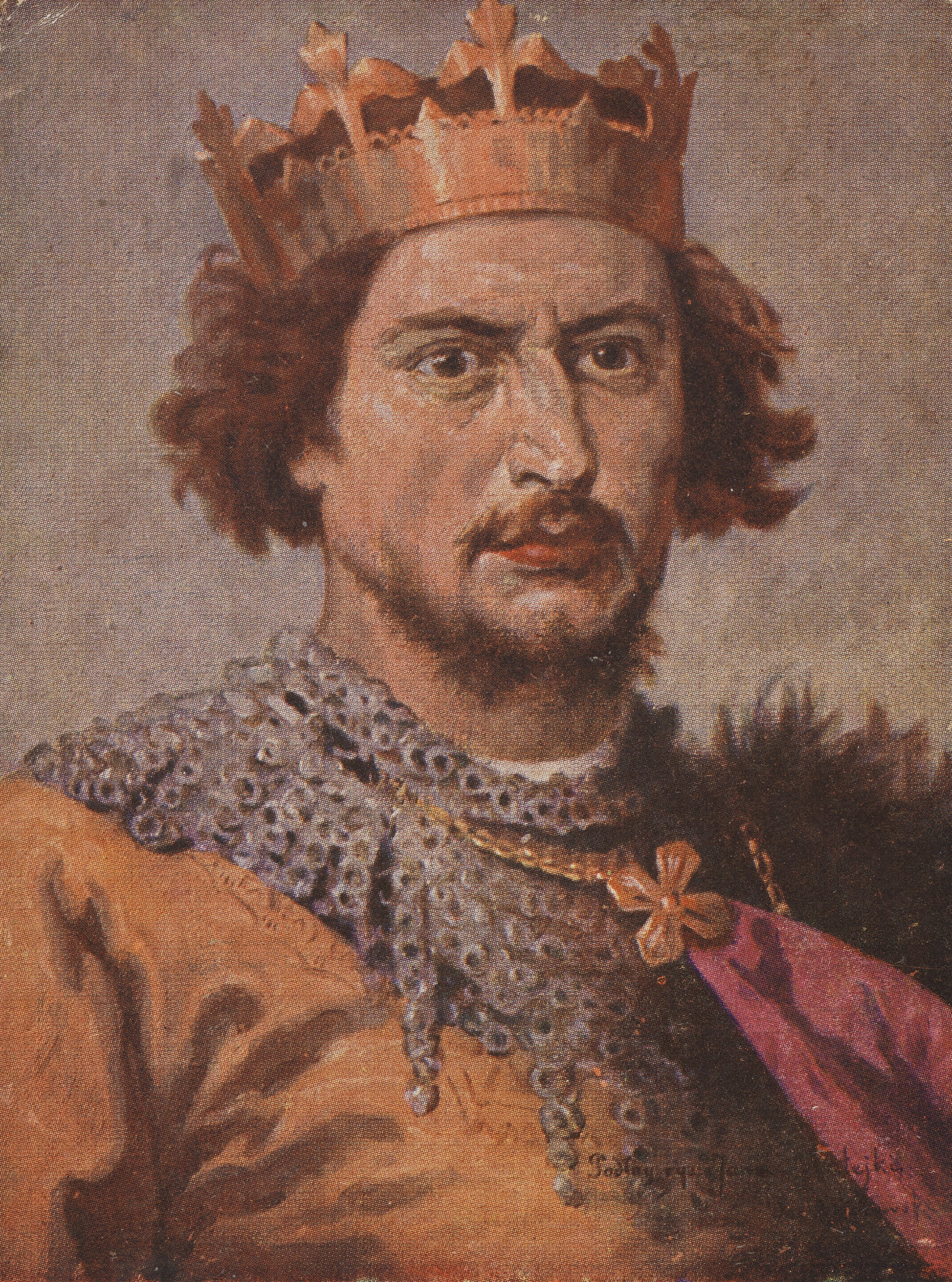
Boleslaw II van Polen
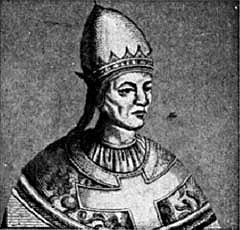
Paus Gregorius VII
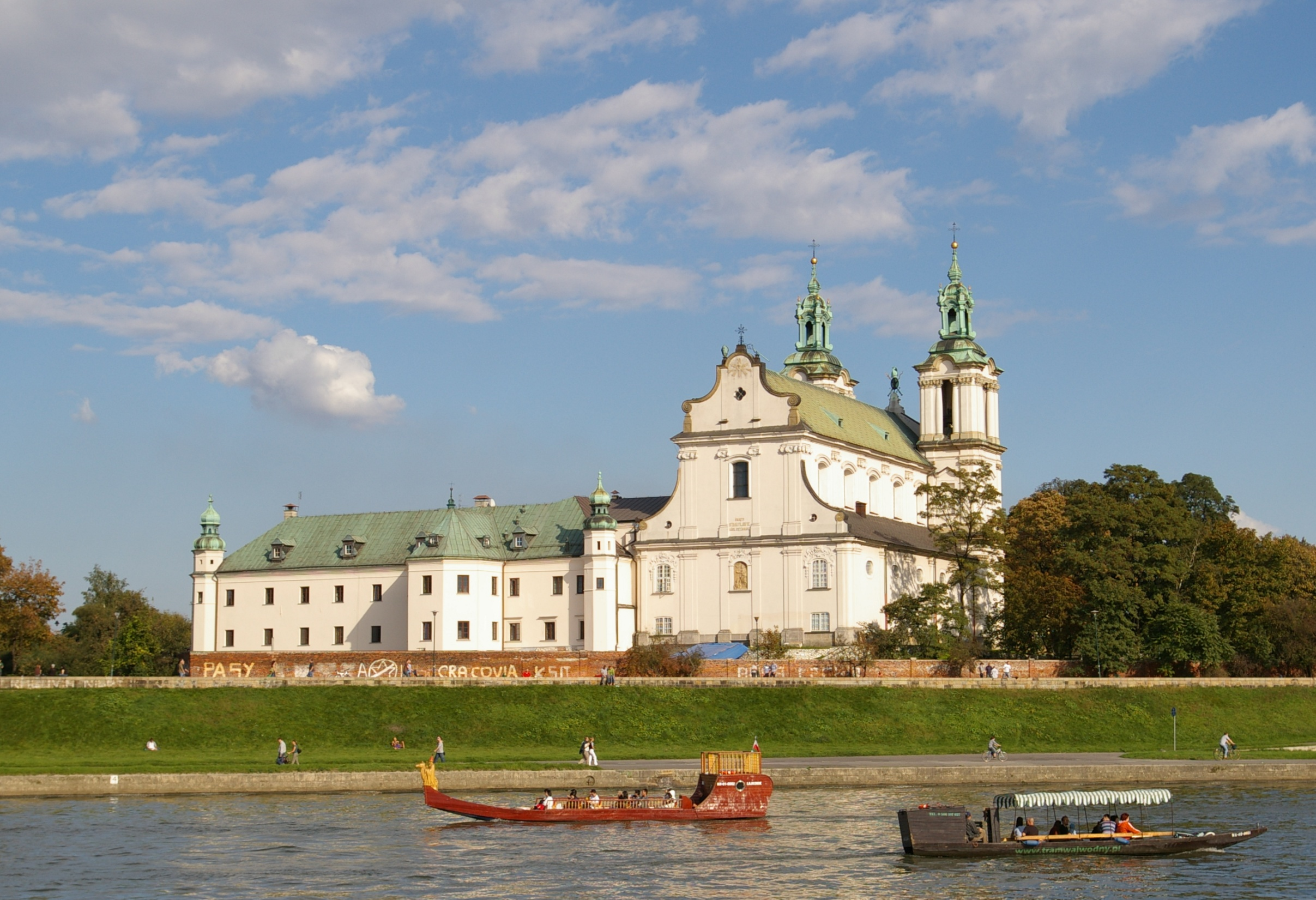
De Skałka-kerk

## Heiligverklaring
De relieken van de bisschop werden in opdracht van Lambert III van Krakau in 1425 naar de Wawelkathedraal overgebracht. Acht jaar later werd hij door Paus Innocentius IV heilig verklaard. Zijn naamdag was oorspronkelijk vastgesteld op 7 mei, maar tegenwoordig opgeschoven naar 11 april. Elk jaar leidt op 8 mei de bisschop van Krakau een processie van de Wawel naar de Michaël-en-Stanislauskerk.

## Sint-Stanislaus in de kunst

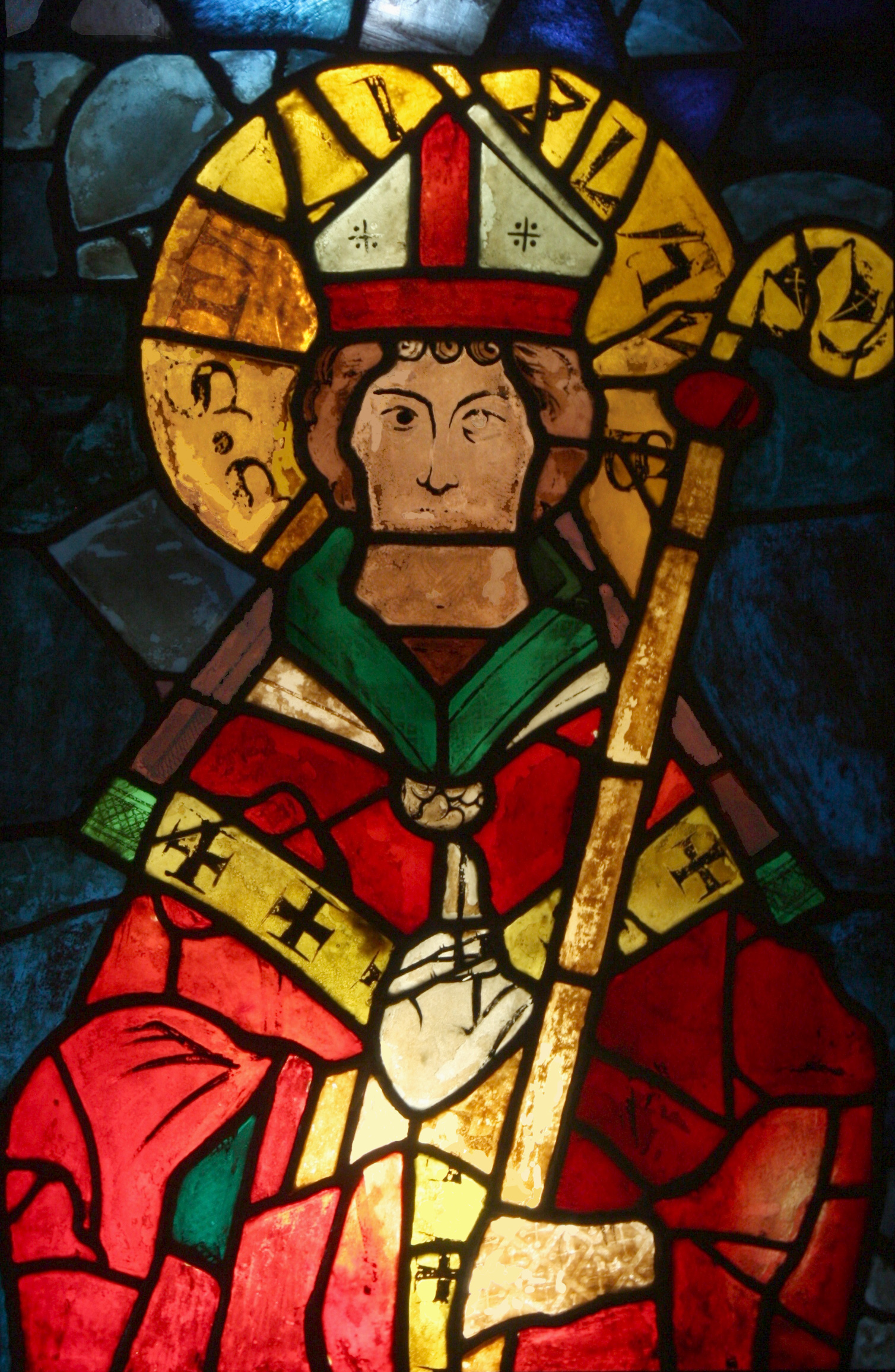
Sint-Stanislaus in glas-en-lood, 13e eeuw. Collectie Nationaal Museum van Krakau.
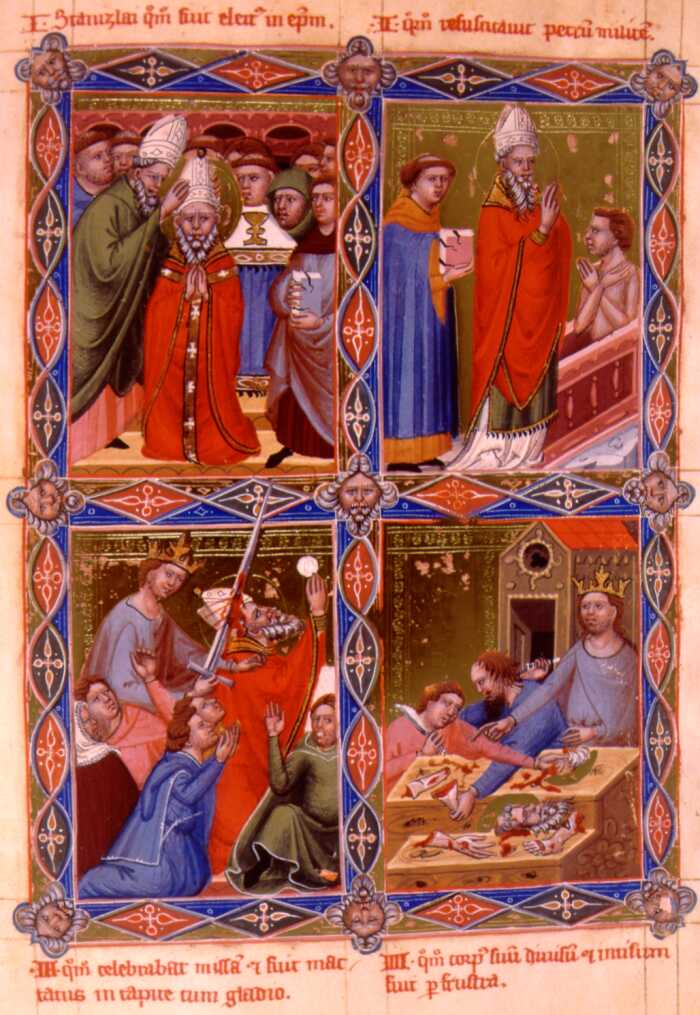
Sint-Stanislaus in Anjou legendarium, 14e eeuw.
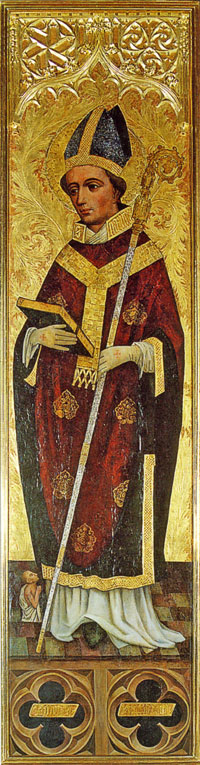
Gouden altaarstuk in de Wawelkathedraal, 15e eeuw.
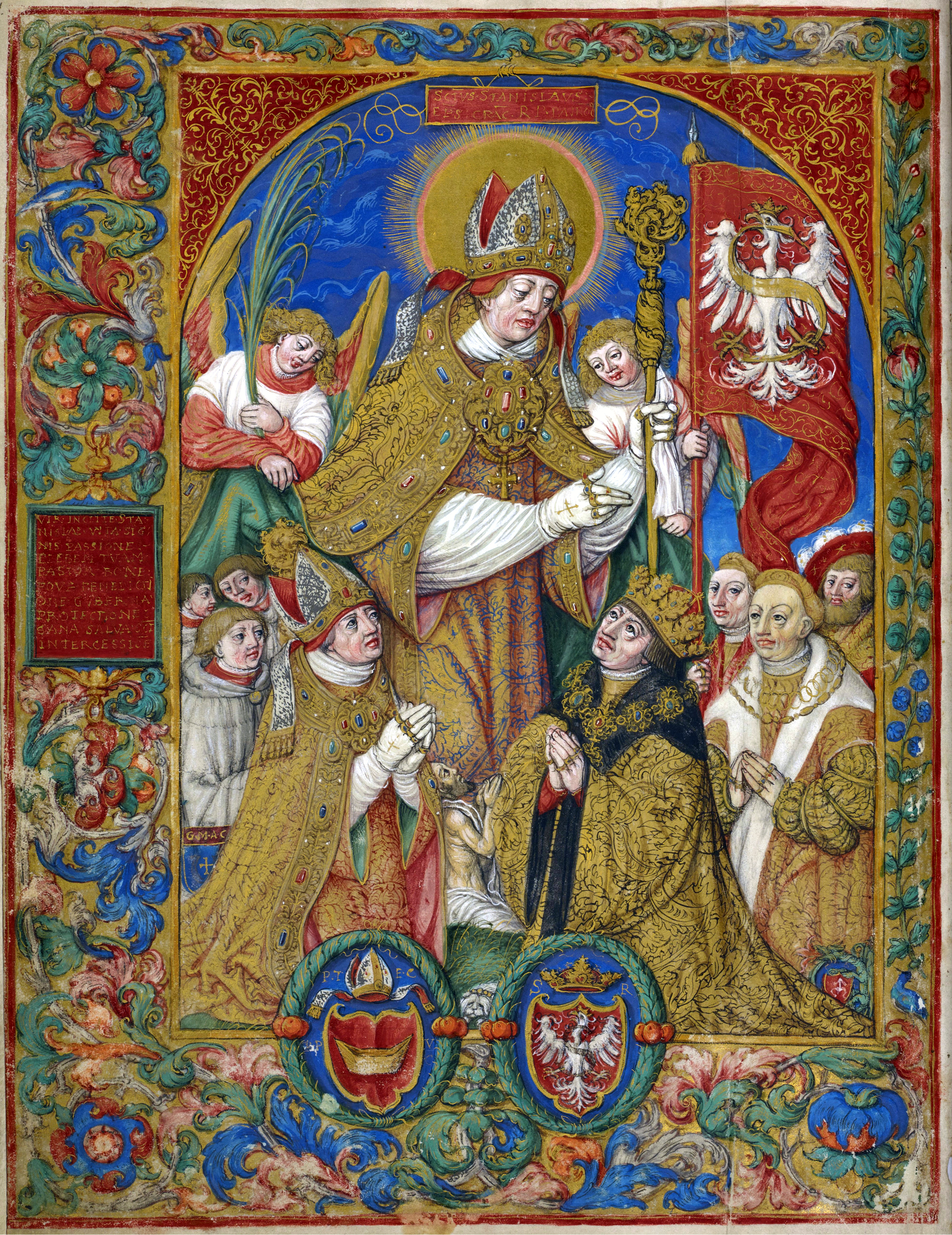
Sint-Stanislaus door Stanisław Samostrzelnik, Ca. 1530
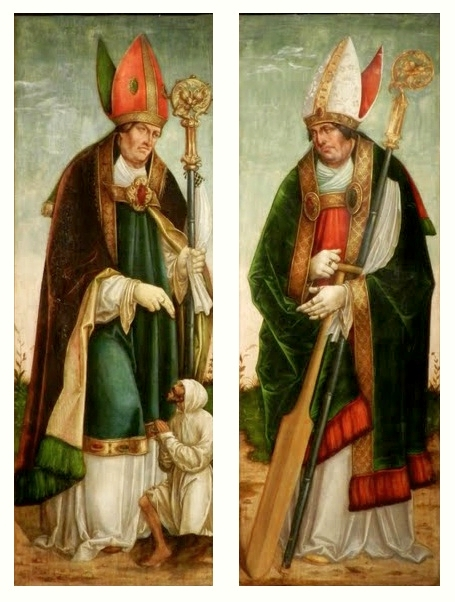
Sint-Stanislaus en Adalbert van Praag door Hans Dürer, Ca. 1530.
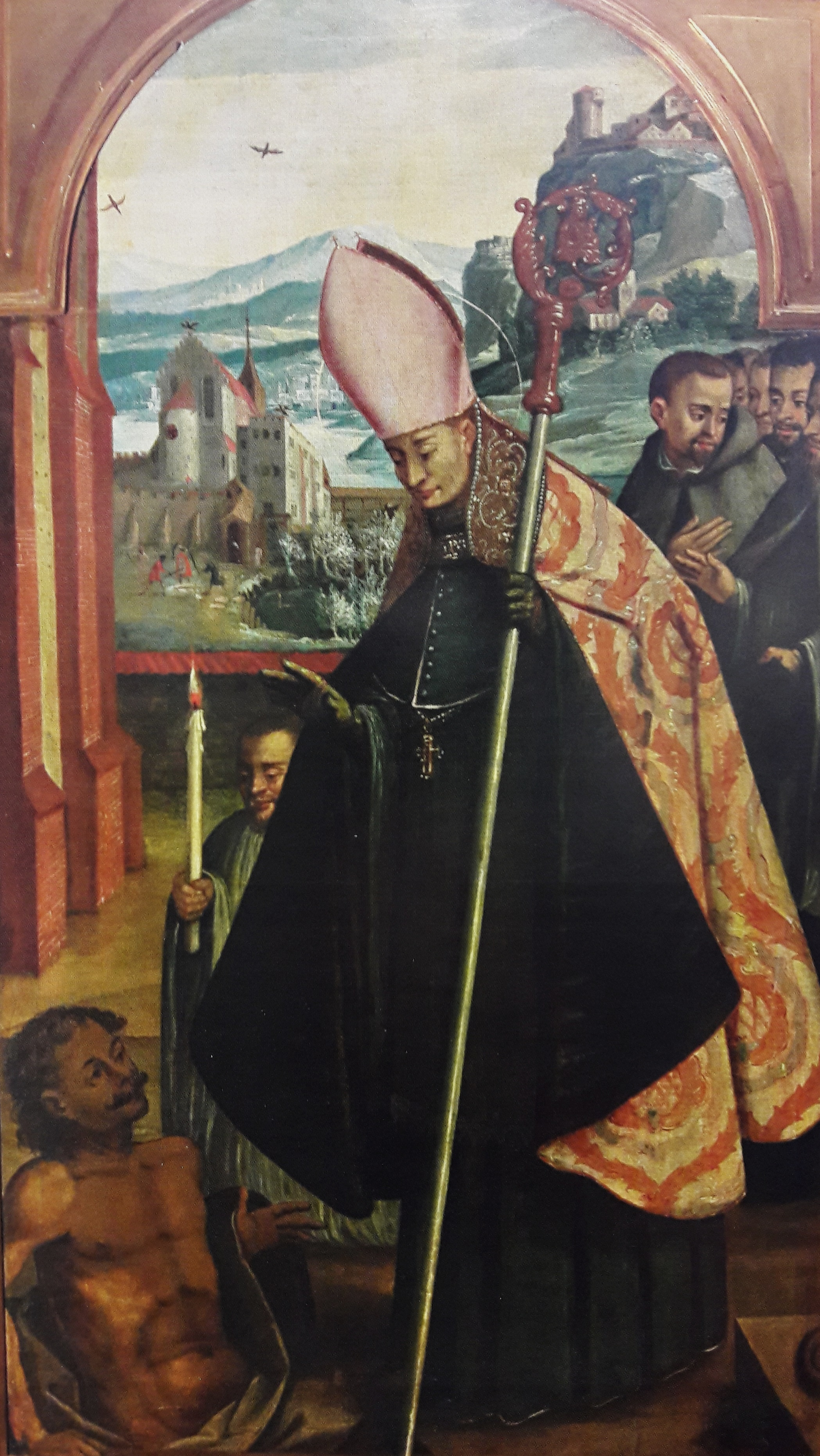
Święty wskrzeszający rycerz Stanisław Piotrowin door Izydor Leszczyński, 1627.
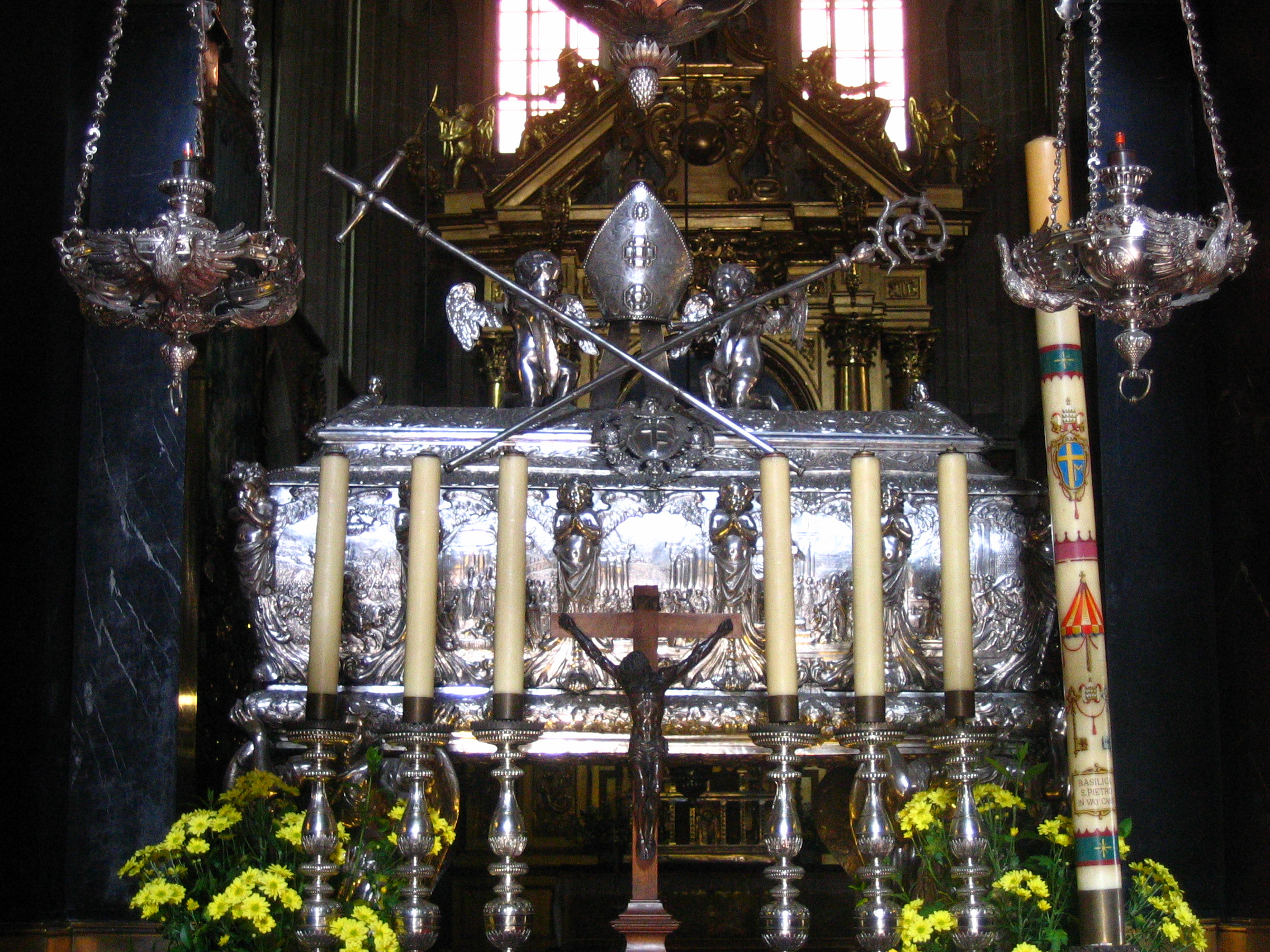
Zilveren sarcofaag van Sint-Stanislaus in de Wawelkathedraal.
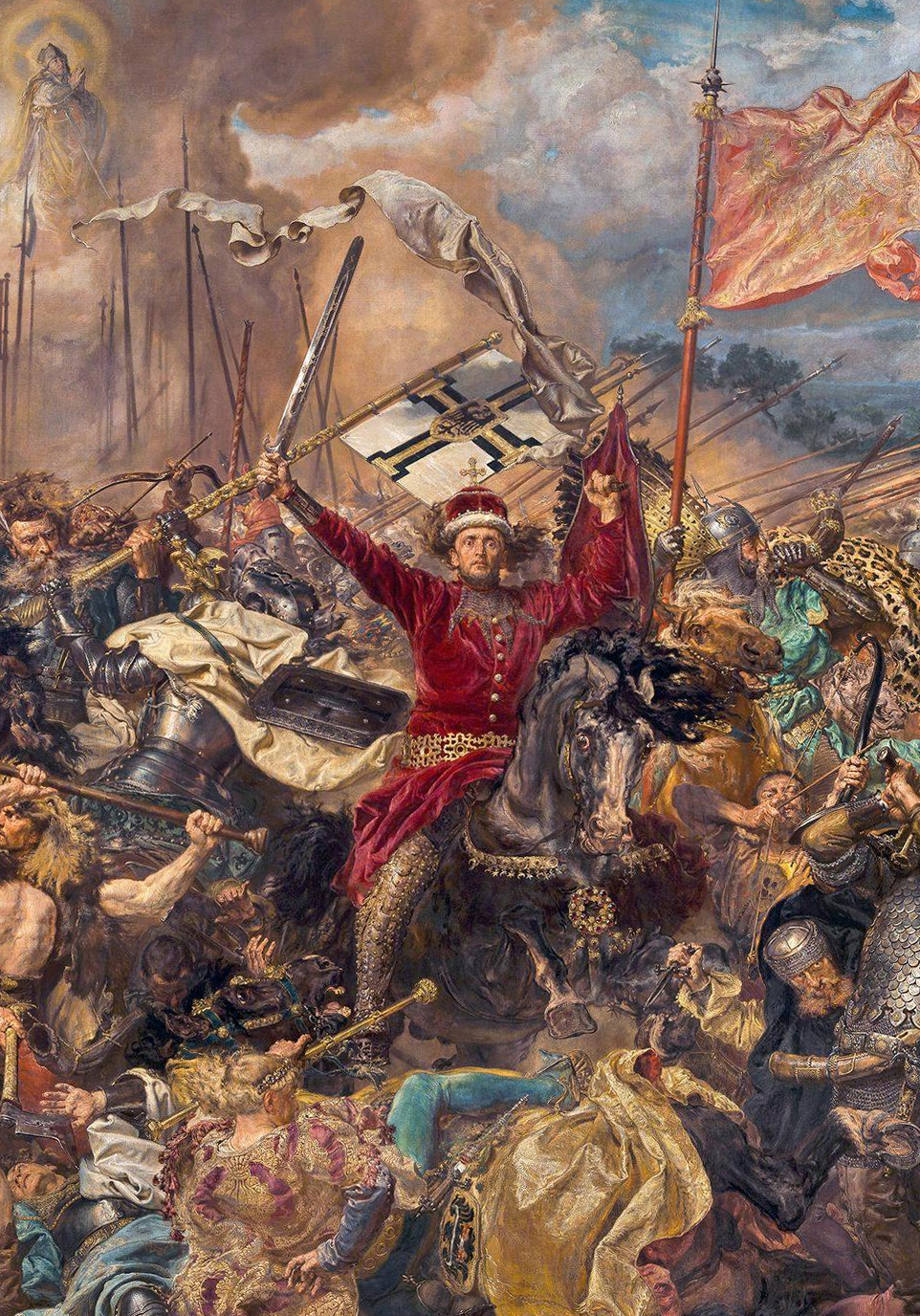
Sint-Stanislaus (linker bovenhoek). Fragment Bitwy pod Grunwaldem door Jan Matejko, 1878.
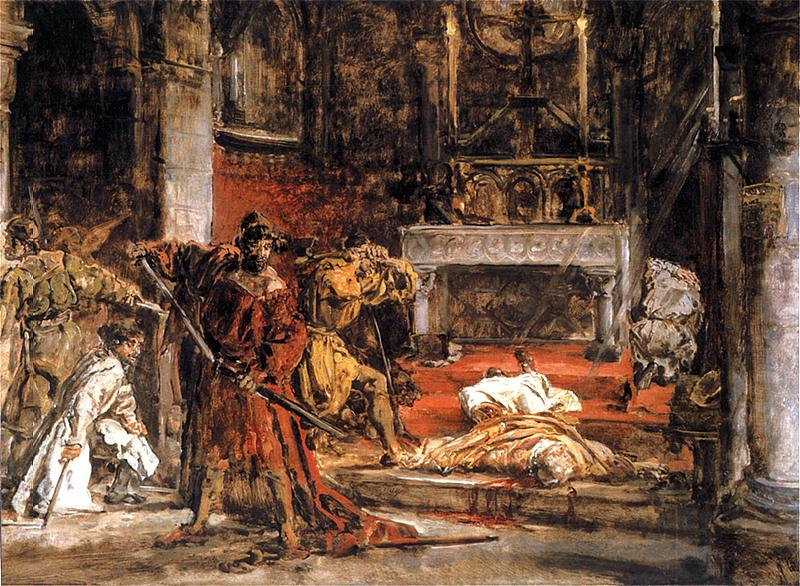
Zabójstwo św. Stanisława door Jan Matejko, 1892.